# Lorenzo Fabiani
Lorenzo Fabiani (tudi Renzi Fabiani) [lorénco fabjáni], slovensko-italijanski agronom in publicist, * 24. julij 1907, Kobdilj, † 27. maj 1973, Gorica.

## Življenje in delo
Rodil se je v družini arhitekta Maksa Fabianija kot drugi otrok; starejša je bila sestra. Ker se je oče kmalu po njegovem rojstvu ločil, je podobno kot sestra živel pri tetah in babici v Kobdilju, Gorici in Ljubljani. Ljudsko šolo je obiskoval v Ljubljani, po 1. svetovni vojni pa znanstveni licej v Gorici. Agronomijo je študiral na Univerzi v Milanu, kjer se je vključil v antifašistično skupino Giovane Italia, ki jo je vodil Lelio Basso. Proti fašizmu je deloval tudi v rojstnem kraju. Bil je zagovornik slovenskih narodnih pravic. Leta 1928 je bil v domačem Kobdilju aretiran in poslan v zapor v Milano ter kasneje konfiniran, kakor številni drugi Slovenci, na oddaljen otok Lipari (Eolsko otočje). V Milanu je leta 1931 diplomiral. Kot agronom je poučeval na zasebni šoli, vodil razne kmetijske tečaje in kot svetovalec delal v prehrambeni industriji. Po smrti E. Fabiania je leta 1952 v Kobdilju podedoval njegovo posestvo.
Po 2. svetovni vojni je bil najprej kot zavarovalni strokovnjak zaposlen pri Kmetijski zadrugi, ki je delovala v deželi Trentinsko - Zgornje Poadižje, nato opravljal razne funkcije v drugih italijanskih državnih ustanovah in po nalogu Organizacije Združenih narodov za prehrano in kmetijstvo v različnih državah, tudi v Jugoslaviji. Njegova publicistična dejavnost obsega dve knjigi o gojenju krompirja in veliko člankov objavljenih v raznih strokovnih revijah.